# 中村茂 (政治家)
中村 茂（なかむら しげる、1920年（大正9年）11月9日 - 2012年（平成24年）12月19日）は、日本の政治家。日本社会党衆議院議員（6期）。

## 来歴
長野県小県郡殿城村（現上田市）生まれ。1938年名古屋逓信講習所卒業、上田郵便局に奉職。全逓長野地区書記長、全逓信越地方本部執行委員長などを経た後、1972年の第33回衆議院議員総選挙で長野2区から日本社会党公認で立候補して当選。以来連続6期務める。1990年の第39回衆議院議員総選挙には立候補せず引退した。2012年死去。

## 栄典
- 1999年 - 勲二等旭日重光章[2]